# Blåbärslövmätare
Blåbärslövmätare, Scopula ternata är en fjärilsart som beskrevs av Franz de Paula von Schrank 1802. Blåbärslövmätare ingår i släktet Scopula och familjen mätare, Geometridae. Arten är reproducerande i Sverige. Inga underarter finns listade i Catalogue of Life.

## Bildgalleri

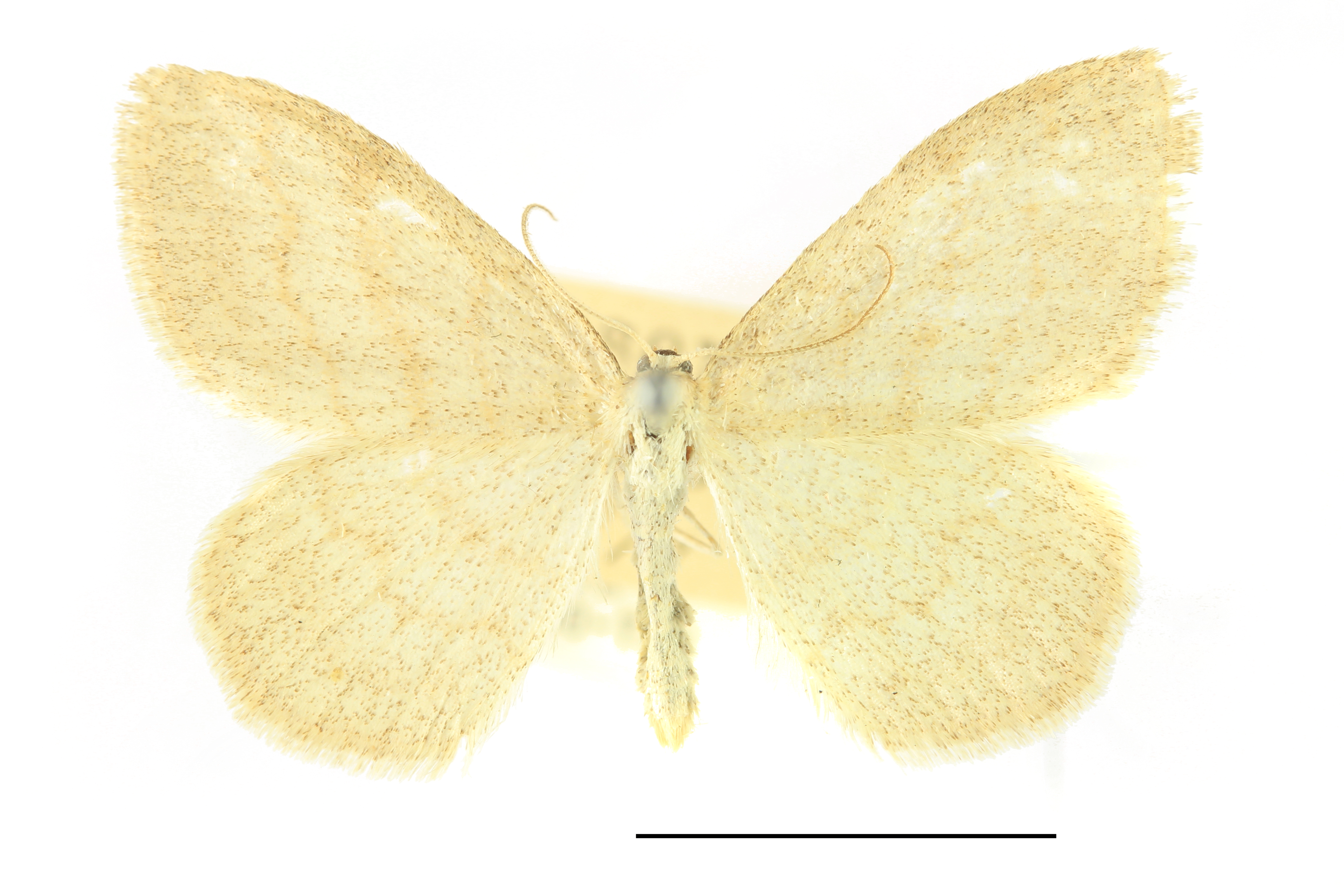
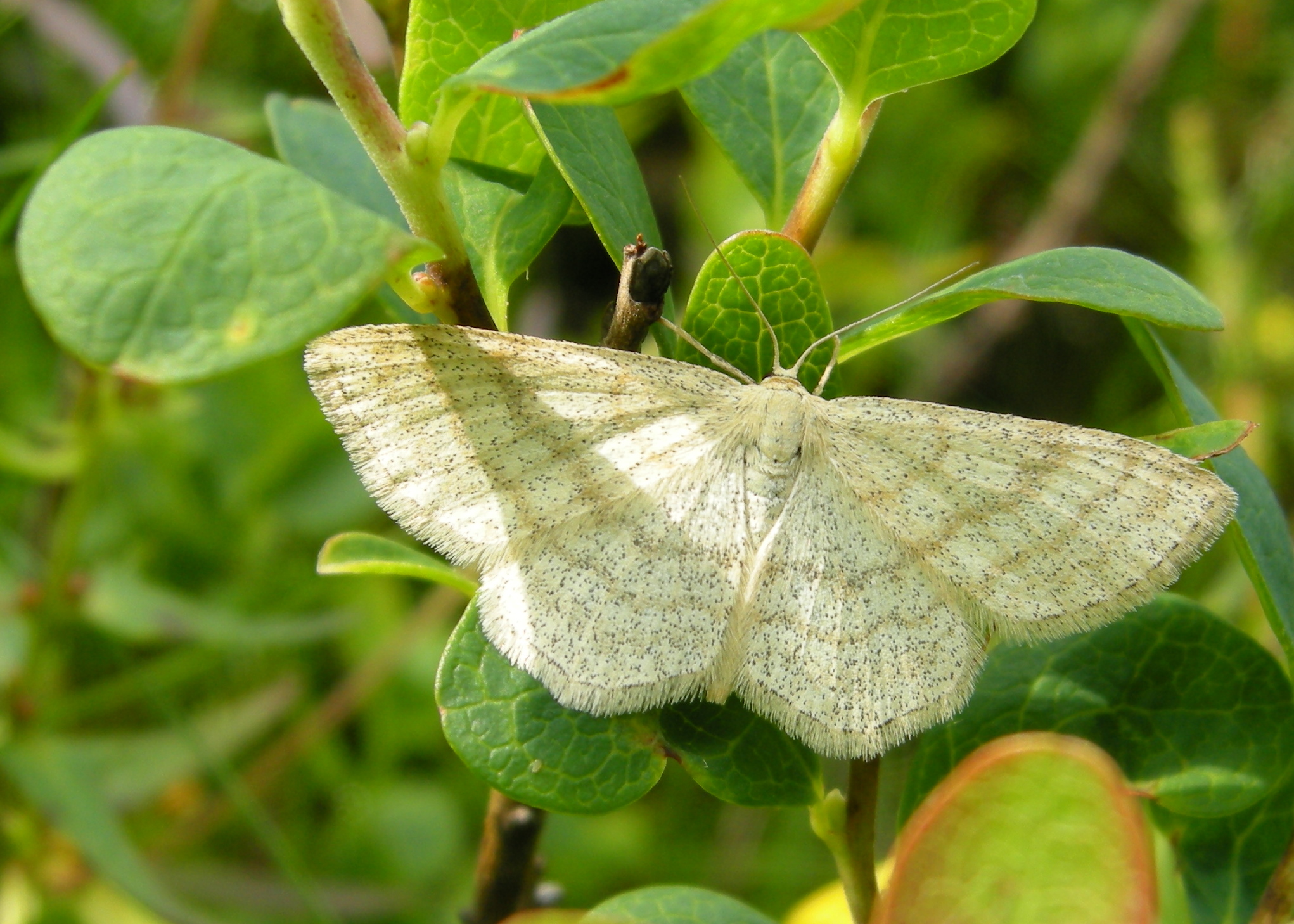
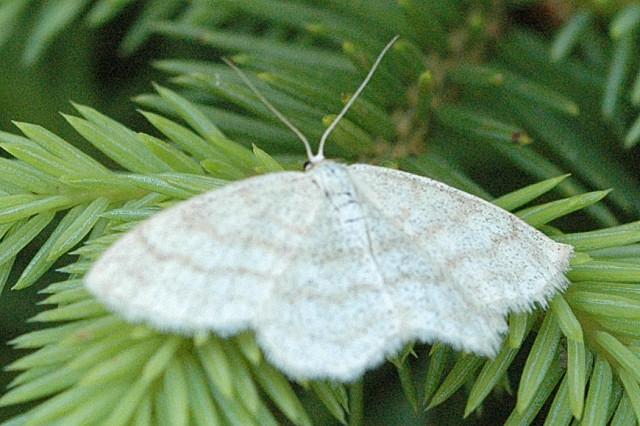